# Scutuloidea kutu
Scutuloidea kutu là một loài chân đều trong họ Sphaeromatidae. Loài này được Stephenson & Riley miêu tả khoa học năm 1996.